# 中央圖書館前停留場
中央圖書館前停留場（日语：／ Chūō-toshokan-mae teiryūjō */?）是位於北海道札幌市中央區的札幌市交通局（札幌市電車）的鐵路車站。為第一輛電車的起點站及最後一輛電車的終點站。

## 通過路線
- 札幌市交通局（札幌市電車）
  - 山鼻西線
  - 山鼻線

除了特殊情況，兩條路線可以直接通行。

## 歷史
- 1931年（昭和6年） - 師範前站開始營業（單線）。
- 1949年（昭和24年） - 改稱為學藝大學前站。
- 1951年（昭和26年） - 雙線化。
- 1966年（昭和41年） - 改稱為教育大學前站。
- 1987年（昭和62年） - 由於北海道教育大學札幌校遷移，改稱為西屯田通站。
- 1991年（平成3年） - 隨著札幌市中央圖書館的搬遷，改稱為現在的名稱。此外，為了配合圖書館，車站及渡線的位置向東移動約50米。

## 車站構造
車站屬於2面2線的側式月台。東面的月台為往薄野方向、而西面的月台則是往西4丁目方向，兩條軌道之間設置了渡線。安全區域設置地面融雪系統及有蓋月台。由於西4丁目方向的安全區域連接著行人穿越道，上下車時要小心車輛。

## 車站周邊
- 札幌市中央圖書館．埋藏文化財產中心
- 東光商店 PROM 山鼻店

## 相鄰停留場
札幌市交通局（札幌市電）
山鼻西線
電車事業所前（SC11）－中央圖書館前（SC12）
山鼻線
中央圖書館前（SC12）－石山通（SC13）

## 外部連結
- 札幌市交通局（日文）